# Николаос Замкинос
Николаос Замкинос, известен като Кинигос (на гръцки: Νικόλαος Ζαμκίνος - Κυνηγός), е гръцки революционер, деец на гръцката въоръжена пропаганда в Македония, агент от I ред.

## Биография
Николаос Замкинос е роден в западномакедонския град Гревена, тогава в Османската империя. Присъединява се към гръцката въоръжена пропаганда и Битолският централен комитет го изпраща като секретар на митрополията в Лерин. Под това прикритие Замкинос организира гръцката въоръжена пропаганда в района на Леринско и Корещата в периода 1906-1908 година под псевдонима Кинигос и координира действията на агентите, куриерите и водачите на гръцките чети.